# قائمة رؤساء ترينيداد وتوباغو
هذه قائمة بـ رؤساء دول ترينيداد وتوباغو منذ استقلال ترينيداد وتوباغو في عام 1962 حتى يومنا هذا.
كانت ملكة ترينيداد وتوباغو، إليزابيث الثانية التي كانت أيضًا ملكة المملكة المتحدة ودول الكومنولث الأخرى، من عام 1962 إلى عام 1976 هي رأس الدولة بموجب قانون استقلال ترينيداد وتوباغو لعام 1962. في ترينيداد وتوباغو، كانت الملكة ممثلة من قبل الحاكم العام. بموجب دستور عام 1976، أصبحت ترينيداد وتوباغو جمهورية واستبدلت الملكة والحاكم العام برئيس الدولة.

## العاهل (1962-1976)
كانت خلافة العرش هي نفسها خط الخلافة على العرش البريطاني.
| الرقم | الصورة | العاهل (ولادة - موت)                  | عهد           | عهد          | عهد                | البيت الملكي | رئيس الوزراء |
| الرقم | الصورة | العاهل (ولادة - موت)                  | عهد البداية   | عهد النهاية  | مدة                | البيت الملكي | رئيس الوزراء |
| ----- | ------ | ------------------------------------- | ------------- | ------------ | ------------------ | ------------ | ------------ |
| 1     |        | الملكة إليزابيث الثانية (مواليد 1926) | 31 أغسطس 1962 | 1 أغسطس 1976 | 13 سنوات و336 أيام | بيت ويندسور  | وليامز       |

### الحاكم العام
كان الحاكم العام ممثل الملك في ترينيداد وتوباغو ومارس معظم سلطات الملك. كان يعيين الحاكم العام لفترة غير محددة. كان الحاكم العام يعين بناءً على نصيحة مجلس وزراء ترينيداد وتوباغو فقط دون تدخل من الحكومة البريطانية. في حالة إن أصبح المنصب شاغر يشغل رئيس القضاة المنصب بالوكالة.
الحالة
| الرقم | الصورة | الحاكم العام (ولادة - وفاة)     | مدة الحكم      | مدة الحكم      | مدة الحكم         | رئيس الوزراء | العاهل           |
| الرقم | الصورة | الحاكم العام (ولادة - وفاة)     | تولى منصبه     | ترك المكتب     | الوقت في المنصب   | رئيس الوزراء | العاهل           |
| ----- | ------ | ------------------------------- | -------------- | -------------- | ----------------- | ------------ | ---------------- |
| 1     |        | السير سولومون هوشوي (1905-1983) | 31 آب 1962     | 15 سبتمبر 1972 | 10 سنوات و15 أيام | وليامز       | إليزابيث الثانية |
| 2     |        | السير إليس كلارك (1917-2010)    | 15 سبتمبر 1972 | 1 أغسطس 1976   | 3 سنوات و321 أيام | وليامز       | إليزابيث الثانية |

## رئيس ترينيداد وتوباغو
حل الرئيس محل الملك في رأس الدولة بموجب دستور 1976 لجمهورية ترينيداد وتوباغو. ينتخب البرلمان الرئيس لمدة خمس سنوات. في حالة إن أصبح المنصب شاغر يتولى رئيس مجلس الشيوخ مهام المنصب بالإنابة.
الحالة
|       | الصورة         | الرئيس (ميلاد-وفاة)              | انتخابات  | العمل في المنصب | العمل في المنصب | العمل في المنصب    | رئيس الوزراء                                 |
| الرقم | الصورة         | الرئيس (ميلاد-وفاة)              | انتخابات  | بداية المنصب    | نهاية المنصب    | الوقت في المنصب    | رئيس الوزراء                                 |
| ----- | -------------- | -------------------------------- | --------- | --------------- | --------------- | ------------------ | -------------------------------------------- |
| 1     |                | إليس كلارك (1917–2010)           | 1976 1982 | 1 أغسطس 1976    | 24 سبتمبر 1976  | 10 سنوات و230 أيام | أريك وليامز تشامبرز أ. ن. ر. روبنسون         |
| 1     | 24 سبتمبر 1976 | إليس كلارك (1917–2010)           | 1976 1982 | 19 مارس 1987    |                 | 10 سنوات و230 أيام | أريك وليامز تشامبرز أ. ن. ر. روبنسون         |
| 2     |                | نور حسن علي (1918–2006)          | 1987 1992 | 20 مارس 1987    | 17 مارس 1997    | 9 سنوات و362 أيام  | أ. ن. ر. روبنسون باتريك مانينغ باسديو پانداى |
| 3     |                | أ. ن. ر. روبنسون (1926–2014)     | 1997      | 18 مارس 1997    | 16 مارس 2003    | 5 سنوات و363 أيام  | باسديو پانداى باتريك مانينغ                  |
| 4     |                | جورج ماكسول ريتشاردز (1931–2018) | 2003 2008 | 17 مارس 2003    | 18 مارس 2013    | 10 سنوات و1 يوم    | باتريك مانينغ بيسيسار                        |
| 5     |                | أنتوني كارمونا (مواليد 1953)     | 2013      | 18 مارس 2013    | 19 مارس 2018    | 5 سنوات و1 يوم     | بيسيسار كيث رولي                             |
| 6     |                | باولا ماي ويكس (مواليد 1958)     | 2018      | 19 مارس 2018    | 20 مارس 2023    | 7 سنوات و41 أيام   | كيث رولي                                     |
| 7     |                | كريستين كانجالو (مواليد 1961)    | 2023      | 20 مارس 2023    | في المنصب       | 2 سنوات و40 أيام   | رولي                                         |

## الشعار

الشعار الملكي
شعار الحاكم العام
الشعار الرئاسي

## روابط خارجية
- دول العالم - ترينيداد وتوباغو
- Rulers.org – ترينيداد وتوباغو